# Fahed Attal
Fahed Adnan Foad Abdul Attal (in arabo فهد عتال‎?; Qalqilya, 1º gennaio 1985) è un ex calciatore palestinese, di ruolo attaccante.
Detiene il record di marcature con la nazionale palestinese.

## Palmarès
- Jordan League: 1

Al-Wehdat: 2010-2011
- Coppa della Giordania: 1

Al-Wehdat: 2010-2011
- Al Manaseer Shield: 1

Al-Wehdat: 2010
- Supercoppa della Giordania: 1

Al-Wehdat: 2011